# Noumandiez Doué
Noumandiez Desire Doue (Costa d'Ivori; 29 de setembre de 1970) és un àrbitre de futbol de Costa d'Ivori. És internacional FIFA des de l'any 2004.
Noumandiez ha dirigit com a àrbitre a la Lliga ivoriana de futbol, la Lliga de Campions de la CAF, la Copa Confederació de la CAF, la Copa Africana de Nacions de 2010, 2012 i 2013, eliminatòries al Mundial 2010 i diversos partits amistosos internacionals.
A la Copa del Món de futbol sub-20 de 2011, va xiular els partits Croàcia vs. Aràbia Saudita i Argentina vs. Corea del Nord de la primera fase.
Doue va participar com a àrbitre a la Copa del Món de Futbol de 2014, en la victòria de Xile sobre Austràlia per 3 gols contra 1.